# Allen John
Allen John (* 31. August 1987 in Ludwigshafen am Rhein) ist ein deutscher Profigolfer. Er begann im Alter von zehn Jahren mit dem Golf und durchlief mehrere regionale Kader bis hin zum Nationalkader. Bis zum Beginn seiner Profikarriere 2011 spielte John neben der Nationalmannschaft auch für den Golfclub St. Leon Rot. Er spielte 2008 für die Georgia State Universität in Atlanta, Georgia.
In seinem ersten Profijahr spielte John auf der EPD-Tour und hat für die Saison 2012 die Spielberechtigung für die Challenge Tour errungen.
Nach einer zwei Jahre andauernden Schambeinverletzung, ließ er sich reamateurisieren und war Anfang 2015 als Amateur spielberechtigt. In den kommenden zwei Jahren holte er neben dem Weltmeistertitel der Gehörlosen auch die Goldmedaille bei den Deaflympics.

## Profisiege

### EPD TOUR
| Nr. | Datum       | Turnier            | Sieg Score         | Vorsprung | Zweitplatzierte |
| --- | ----------- | ------------------ | ------------------ | --------- | --------------- |
| 1   | 18 May 2011 | Haugschlag NÖ Open | -14 (64-71-67=202) | Playoff   | Sebastian Buhl  |